# Molette cliquable

La molette cliquable de l'iPod.

La molette cliquable (Click Wheel en anglais) est un élément de navigation du baladeur numérique iPod d’Apple qui combine technique tactile et boutons traditionnels. Elle permet aux utilisateurs de parcourir le contenu de leur iPod. Elle est située sur la face avant de l'iPod juste en dessous de l’écran, et est apparue pour la première fois avec l'iPod mini.

## Fonctionnement
La technique tactile sous-jacente est connue sous le nom de détection capacitive, et consiste à stocker l’énergie créée entre les doigts de l’utilisateur et l’anneau. Cette technologie remonte à 1919.
La click wheel détecte le contact par son anneau tactile ainsi que par quatre boutons mécaniques situés sous l’anneau. Elle permet de réaliser différentes fonctions telles que la sélection d’un fichier ou la gestion du volume.